# Dominique Lang
Dominique Lang (Dudelange, 15 d'abril de 1874 - Schifflange, 22 de juny de 1919) es considera que és el pintor impressionista més important luxemburguès. Va pintar paisatges i retrats, encara que va treballar com a professor de secundària.

## Biografia
Després de completar els seus estudis el 1901, va realitzar una fase d'obres en estil prerafaelita quan va pintar el Baptisme de Crist, un fresc a l'església de Junglinster continuat de pintures representant les estacions del viacrucis a la nova església a Dudelange. Va aconseguir una beca de l'estat que va fer que pogués fer un viatge d'estudis durant quatre mesos a Itàlia visitant Florència i Roma. De tornada a Dudelange, es va enfrontar no solament amb problemes financers, sinó a la crítica negativa de les seves pintures del Cercle artistique de Luxembourg. Va començar a patir de mals de cap terribles, cosa que li va produir una depressió. El seu art va ser influït per la seva lectura de Ruskin, Schopenhauer i Spengler, fet que el va portar a un període simbolista en què el seu treball s'assemblava al dels anglesos prerafaelites. Les seves pintures La jeune fille et la mort i La mort participant dans la maison són d'aquesta època. Durant aquest període, va deixar la llar familiar i es va establir en un estudi d'una zona pobra de Dudelange.
Després d'uns mesos a París (1905), Lang va ser admès a l'Acadèmia de Múnic el 1906, on va estudiar art contemporani i impressionisme, que va tenir un efecte dràstic en el seu estil de pintura. Quan va tornar a Dudelange, va obrir un estudi fotogràfic que, finalment, li va proporcionar un ingrés raonable. El 1911, es va casar amb Anne-Marie Ney, que apareixeria en moltes de les seves pintures, i aquest mateix any va començar a treballar com a professor d'art. Primer va ensenyar al Lycée des Filles a la ciutat de Luxemburg i després a l'Escola Industrial i comercial a Esch-sur-Alzette. Incapaç de viure de la seva pintura, per la qual va rebre poc de reconeixement durant la seva vida, Lang va haver de romandre com a professor per a la resta de la seva vida laboral.

## Honors
- 1904 i 1919 Prix Grand-Duc Adolphe.

## Galeria

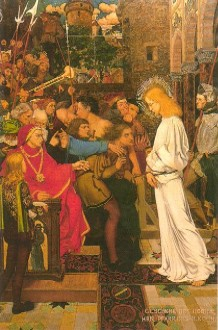
Dominique Lang:  First Station of the Cross (c. 1901)
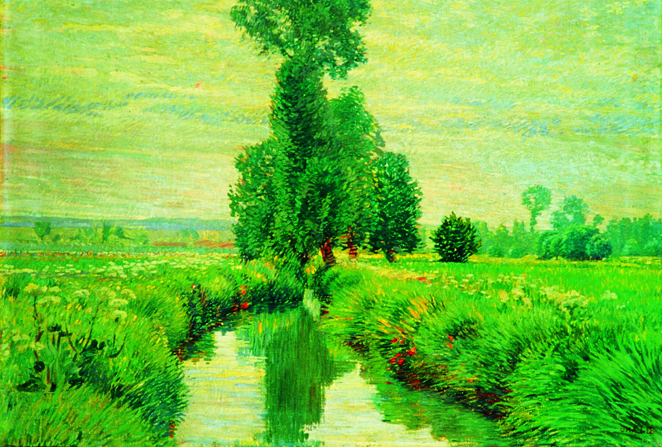
Dominique Lang: Banks of the Alzette (1915)
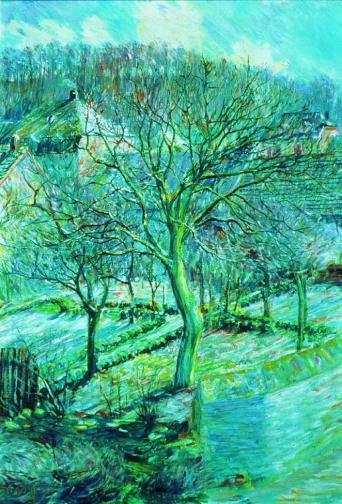
Dominique Lang: Walnut Tree in Spring Sunshine (1915)